# 科斯蒂斯·巴巴喬治斯
科斯蒂斯·巴巴喬治斯（希臘語：Κωστής Παπαγιώργης；1947年—2014年3月21日），是一位希臘散文家、專欄作家及哲學作品翻譯家。

## 背景
科斯蒂斯是一位教師的兒子，出生於伊帕提及曾居住於塞薩洛尼基及巴黎。在塞薩洛尼基時他進入法學院學習，到巴黎時他則修讀哲學，但他從未完成課程。科斯蒂斯自1970年代起進入出版社工作，開始自己翻譯書信，後來開辦自己的雜誌《Chora》，並在1987年開始寫作散文。
2002年他憑藉作品《Kanellos Delegiannis》獲得了希臘久負盛名的一個文學獎——薩特文學獎（英語：Sate Literary Award），晚年時他在雅典與妻子拉尼亞·Stathopoulou度過，又製作了一份自由新聞雜誌：《LIFO》。